# Железный воинский знак
Железный воинский знак (нем. Krieger-Ehrenzeichen in Eisen) — гессенская награда, учреждённая 13 марта 1917 года великим герцогом Эрнстом Людвигом по случаю 25-летия его правления. Условиями награждения было получение раннее Железного креста и гессенской медали «За храбрость», а также получение ранения на фронте. Именно из-за последнего условия награду прозвали «Кровавый Людвиг».

## Описание
Награда изготавливалась из различных материалов, таких как чернёное железо, томпак, цинк, серебро, посеребрёное железо и цветная медь. Была выполнена в форме венка с инициалами герцога, увенчанного его короной, и с числом «25» у основания.
Награда просуществовала недолго и в вручалась, в общей сложности, не более 2000 раз. В числе известных кавалеров этой награды можно назвать летчика-истребителя Юлиуса Баклера и будущего генерала войск СС Максимилиан фон Херфф.